# Tungt vatten
Tungt vatten eller deuteriumoxid är vatten, H2O, där väteatomerna består av isotopen deuterium (D), det vill säga, kärnan inkluderar en neutron och den vanliga protonen. Deuterium väger alltså ungefär dubbelt så mycket som vanligt väte, vilket också får till följd att tungt vatten väger cirka 10 procent mer än vanligt vatten. Det tunga vattnets smältpunkt ligger på 3,81 °C och kokpunkten på 101,42 °C. Tungt vatten skrivs vanligen D2O men ibland 2H2O. Även halvtungt vatten, HDO, förekommer, då endast en av vätekärnorna har en neutron. Halvtungt vatten utgör en del i naturligt förekommande vatten, med proportionerna 1 del halvtungt vatten till 3200 delar lätt vatten.  Kemiskt är tungt vatten för det mesta ekvivalent med vanligt vatten, men har vissa unika egenskaper tack vare isotopen deuterium. Den tunga vattenmolekylen innebär att den har en annorlunda reaktionshastighet. Denna skillnad i reaktivitet utnyttjas bland annat då man utvinner det tunga vattnet ur vanligt vatten genom en process som innefattar upprepad elektrolys. Den är också orsaken bakom tungt vattens svaga giftighet, se nedan.
Tungt vatten är mestadels känt som en effektiv moderator, det vill säga den kan minska hastigheten på snabba neutroner som passerar genom den. Speciellt för tungt vatten är dess låga neutronabsorption, vilket gör att naturligt uran kan användas utan anrikning. Detta utnyttjas i tungvattenreaktorer. Tungt vatten framställs (egentligen utvinns) genom att man separerar det från vanligt vatten.
Vanligt vatten har en svag absorption av rött ljus med en våglängd runt 750 nm vilket gör att stora volymer vanligt vatten får en blåskimrande färg. Tungt vatten absorberar istället ljus runt 950 nm, vilket motsvarar osynligt infrarött ljus och gör att tungt vatten uppfattas som helt genomskinligt.

## Giftighet
Tungt vatten är svagt giftigt. Experiment på möss har visat att den huvudsakliga medicinska effekten av dess annorlunda reaktionshastighet är att hämma delningen, mitosen, av kroppens celler. Detta gör att vävnad med hastig omsättning av celler drabbas av en fortskridande skada. Symptom på förgiftning börjar märkas först efter flera dagar av enbart intag av tungt vatten, då halten i kroppen ligger omkring 50 procent. Först drabbas hårrötter och mag- och tarmkanalen. Effekten är inte helt olik den som utnyttjas vid cellgiftsbehandling mot cancer, men tros vara för svag för att vara praktiskt användbar som vårdmetod. Det är alltså mycket svårt att bli förgiftad av tungt vatten. Intag av vatten med 25 procent tung andel skulle exempelvis inte orsaka några symptom alls, ens vid långvarigt intag.